# Mistrovství světa v basketbalu mužů 2010
16. Mistrovství světa v basketbalu mužů v roce 2010 proběhlo od 28. srpna – 12. září v Turecku. Mistrovství se zúčastnilo 24 týmů, které se utkali ve čtyřech základních skupinách po šesti týmech. Z každé skupiny postoupily čtyři nejlepší týmy do vyřazovacích bojů o medaile. Týmy na pátém a šestém místě byly vyřazeny. Mistrem světa se stal tým USA.

## Pořadatelská města
| Základní skupiny              | Základní skupiny                       | Základní skupiny              | Základní skupiny                   | Play off                          |
| ----------------------------- | -------------------------------------- | ----------------------------- | ---------------------------------- | --------------------------------- |
| Ankara                        | Smyrna                                 | Kayseri                       | Istanbul                           | Istanbul                          |
| Ankara Arena Kapacita: 11 000 | Halkapınar Sport Hall Kapacita: 10 000 | Kayseri Arena Kapacita: 7 500 | Abdi İpekçi Arena Kapacita: 12 500 | Sinan Erdem Dome Kapacita: 16 000 |
|                               |                                        |                               |                                    |                                   |

## Výsledky a tabulky

### Základní skupiny

#### Skupina A
|    |           | SRB    | ARG   | AUS   | ANG   | GER    | JOR    | V | P | Skóre   | B |
| -- | --------- | ------ | ----- | ----- | ----- | ------ | ------ | - | - | ------- | - |
| 1. | Srbsko    | ***    | 84:82 | 94:79 | 94:44 | 81:82p | 112:69 | 4 | 1 | 465:356 | 9 |
| 2. | Argentina | 82:84  | ***   | 74:72 | 91:70 | 78:74  | 88:79  | 4 | 1 | 413:379 | 9 |
| 3. | Austrálie | 79:94  | 72:74 | ***   | 76:55 | 78:43  | 76:75  | 3 | 2 | 381:341 | 8 |
| 4. | Angola    | 44:94  | 70:91 | 55:76 | ***   | 92:88  | 79:65  | 2 | 3 | 340:414 | 7 |
| 5. | Německo   | 82:81p | 74:78 | 43:78 | 88:92 | ***    | 91:73  | 2 | 3 | 378:402 | 7 |
| 6. | Jordánsko | 69:112 | 79:88 | 75:76 | 65:79 | 73:91  | ***    | 0 | 5 | 361:446 | 5 |

 Angola -  Srbsko 44:94 (9:25, 9:18, 14:34, 12:17) 
28. srpna 2010 (16:30) - Kayseri (Kayseri Arena)

Rozhodčí: Juan Carlos Arteaga (SPA), Qiáo Lóngshēng (CHI), Marcos Fornies Benito (BRA).
Angola: Cipriano (10), Morais (8), Almeida (-), Mingas (4), Gomes (5); Fortes (-), Bonifácio (2), Paulo (2), Jerônimo (2), M’Bunga (7), Ambrósio (3), Lutonda (1)
Srbsko: Marković (7), Rašić (22), Bjelica (9), Veličković (8), Perović (9); Tepić (7), Paunić (5), Savanović (13), Kešelj (3), Mačvan (11)

 Austrálie -  Jordánsko 76:75 (12:18, 20:21, 24:16, 20:20) 
28. srpna 2010 (19:00) - Kayseri (Kayseri Arena)

Rozhodčí: José Aníbal Carrión (PUR), Murat Biricik (TUR), Samir Abaakil (MOR).
Austrálie: Mills (10), Gibson (2), Ingles (3), Andersen (22), Nielsen (9); Martin (-), Novýley (4), Marković (-), Worthington (3), Marić (23)
Jordánsko: Daghlas (7), Wright (16), Soobzokov (5), Abbas (20), Dais (11); Al-Najjar (-), Al-Awadi (9), Al-Sous (-), Zaghab (2), Al-Khas (5)

 Německo -  Argentina 74:78 (18:23, 24:16, 12:26, 20:13) 
28. srpna 2010 (21:30) - Kayseri (Kayseri Arena)

Rozhodčí: Bill Kennedy (USA), Eddie Viator (FRA), Oļegs Latiševs (LAT).
Německo: Hamann (6), Greene (20), Benzing (5), Jagla (8), Pleiß (12); Staiger (-), Ohlbrecht (6), Schaffartzik (8), Günther (-), McNaughton (-), Harris (6), Schwethelm (3)
Argentina: Prigioni (4), Delfino (27), Jasen (-), Scola (20), Oberto (11); Cequeira (1), L. Gutiérrez (6), J. Gutiérrez (2), Quinteros (5), Kammerichs (2)

 Jordánsko -  Angola 65:79 (17:16, 18:13, 12:17, 18:33) 
29. srpna 2010 (16:30) - Kayseri (Kayseri Arena)

Rozhodčí: Bill Kennedy (USA), Eddie Viator (FRA), Oļegs Latiševs (LAT).
Jordánsko: Daghlas (8), Wright (18), Soobzokov (3), Abbas (14), Dais (9); Al-Najjar (-), Al-Awadi (7), Hamdan (-), Al-Sous (-), Zaghab (-), Al-Khas (6)
Angola: Lutonda (16), Cipriano (4), Morais (14), Mingas (8), Gomes (13); Bonifácio (2), Paulo (3), Jerônimo (-), Ambrósio (8), Almeida (11)

 Srbsko -  Německo 81:82 (17:14, 18:23, 19:19, 15:13 - 12:13pp)
29. srpna 2010 (19:00) - Kayseri (Kayseri Arena)

Rozhodčí: José Aníbal Carrión (PUR), Marcos Fornies Benito (BRA), Samir Abaakil (MOR).
Srbsko: Marković (3), Rašić (15), Bjelica (2), Veličković (11), Perović (20); Tepić (14), Paunić (-), Savanović (-), Kešelj (7), Mačvan (9)
Německo: Hamann (10), Greene (15), Benzing (2), Jagla (22), Pleiß (2); Schaffartzik (14), Ohlbrecht (-), McNaughton (12), Harris (4), Schwethelm (1)

 Argentina -  Austrálie 74:72 (20:25, 13:14, 19:17, 22:16) 
29. srpna 2010 (21:30) - Kayseri (Kayseri Arena)

Rozhodčí: Juan Carlos Arteaga (SPA), Guerrino Cerebuch (ITA), Qiáo Lóngshēng (CHI).
Argentina: Prigioni (9), Delfino (7), Jasen (4), Scola (31), L. Gutiérrez (17); González (2), J. Gutiérrez (-), Cequeira (2), Quinteros (-), Kammerichs (2)
Austrálie: Mills (21), Gibson (7), Ingles (22), Andersen (7), Nielsen (10); Martin (-), Novýley (5), Barlow (-), Worthington (-), Baynes (-), Marić (-)

 Jordánsko -  Srbsko 69:112 (20:33, 17:24, 11:26, 21:29) 
30. srpna 2010 (16:30) - Kayseri (Kayseri Arena)

Rozhodčí: Guerrino Cerebuch (ITA), Eddie Viator (FRA), Qiáo Lóngshēng (CHI).
Jordánsko: Daghlas (19), Wright (5), Abbas (15), Dais (6), Al-Khas (5); Al-Najjar (-), Al-Awadi (8), Soobzokov (9), Zaghab (2)
Srbsko: Teodosić (7), Tepić (7), Bjelica (12), Savanović (21), Perović (20); Rašić (6), Paunić (5), Marković (1), Kešelj (21), Veličković (8), Mačvan (4)

 Austrálie -  Německo 78:43 (19:7, 19:13, 24:11, 16:12) 
30. srpna 2010 (19:00) - Kayseri (Kayseri Arena)

Rozhodčí: Bill Kennedy (USA), Juan Carlos Arteaga (SPA), Murat Biricik (TUR).
Austrálie: Mills (16), Gibson (3), Ingles (10), Andersen (8), Nielsen (6); Martin (3), Novýley (6), Barlow (8), Worthington (3), Baynes (-), Marić (15)
Německo: Hamann (-), Greene (-), Benzing (11), Jagla (2), Pleiß (2); Staiger (5), Schaffartzik (7), Günther (-), Ohlbrecht (10), McNaughton (3), Harris (-), Schwethelm (3)

 Angola -  Argentina 70:91 (20:23, 12:22, 27:19, 11:27) 
30. srpna 2010 (21:30) - Kayseri (Kayseri Arena)

Rozhodčí: José Aníbal Carrión (PUR), Samir Abaakil (MOR), Marcos Fornies Benito (BRA).
Angola: Lutonda (9), Cipriano (15), Morais (11), Mingas (4), Gomes (16); Fortes (-), Bonifácio (1), Paulo (-), Jerônimo (2), M’Bunga (4), Ambrósio (5), Almeida (3)
Argentina: Prigioni (-), Delfino (22), Jasen (5), Scola (32), González (4); J. Gutiérrez (9), Cequeira (6), Quinteros (7), L. Gutiérrez (6), Mata (-)

 Srbsko -  Austrálie 94:79 (16:12, 27:25, 26:24, 25:18) 
1. září 2010 (16:30) - Kayseri (Kayseri Arena)

Rozhodčí: José Aníbal Carrión (PUR), Bill Kennedy (USA), Eddie Viator (FRA).
Srbsko: Teodosić (19), Bjelica (7), Tepić (-), Veličković (18), Perović (2); Rašić (8), Marković (5), Savanović (10), Kešelj (11), Krstić (14), Mačvan (-)
Austrálie: Mills (12), Gibson (8), Ingles (6), Andersen (7), Nielsen (10); Martin (-), Novýley (13), Barlow (4), Worthington (9), Marić (10)

 Německo -  Angola 88:92 (19:19, 16:21, 19:18, 24:20, 10:14)
1. září 2010 (19:00) - Kayseri (Kayseri Arena)

Rozhodčí: Guerrino Cerebuch (ITA), Juan Carlos Arteaga (SPA), Samir Abaakil (MOR).
Německo: Hamann (7), Greene (1), Harris (-), Jagla (23), Pleiß (2); Staiger (8), Schaffartzik (18), Ohlbrecht (17), McNaughton (-), Schwethelm (12), Benzing (-)
Angola: Lutonda (13), Cipriano (30), Morais (8), Mingas (10), Gomes (16); Bonifácio (-), Paulo (-), Ambrósio (9), Almeida (6)

 Argentina -  Jordánsko 88:79 (35:19, 14:18, 12:18, 27:24) 
1. září 2010 (21:30) - Kayseri (Kayseri Arena)

Rozhodčí: Murat Biricik (TUR), Marcos Fornies Benito (BRA), Oļegs Latiševs (LAT).
Argentina: Prigioni (6), Delfino (18), Jasen (-), Scola (30), González (6); J. Gutiérrez (4), Cequeira (4), Quinteros (11), L. Gutiérrez (9), Kammerichs (-)
Jordánsko: Daghlas (8), Wright (22), Soobzokov (2), Abbas (17), Dais (20); Al-Awadi (10), Al-Sous (-), Zaghab (-), Al-Khas (-)

 Angola -  Austrálie 55:76 (18:15, 11:24, 9:21, 17:16) 
2. září 2010 (16:30) - Kayseri (Kayseri Arena)

Rozhodčí: Marcos Fornies Benito (BRA), Oļegs Latiševs (LAT), Samir Abaakil (MOR).
Angola: Lutonda (9), Morais (6), Jerônimo (9), Mingas (2), Gomes (8); Fortes (2), Bonifácio (-), Paulo (7), M’Bunga (7), Ambrósio (5), Almeida (-)
Austrálie: Mills (11), Gibson (6), Ingles (8), Nielsen (9), Marić (6); Martin (6), Novýley (8), Marković (2), Barlow (8), Worthington (8), Baynes (4)

 Argentina -  Srbsko 82:84 (22:20, 17:20, 15:18, 28:26)
2. září 2010 (19:00) - Kayseri (Kayseri Arena)

Rozhodčí: Bill Kennedy (USA), Juan Carlos Arteaga (SPA), Murat Biricik (TUR).
Argentina: Prigioni (13), Delfino (13), Jasen (8), Scola (32), González (-); J. Gutiérrez (-), Cequeira (2), Quinteros (10), L. Gutiérrez (4), Kammerichs (-)
Srbsko: Teodosić (16), Rašić (10), Bjelica (-), Veličković (7), Perović (2); Tepić (-), Paunić (-), Marković (6), Savanović (19), Kešelj (6), Krstić (18)

 Jordánsko -  Německo 73:91 (17:28, 16:12, 17:27, 23:24)
2. září 2010 (21:30) - Kayseri (Kayseri Arena)

Rozhodčí: Guerrino Cerebuch (ITA), Qiáo Lóngshēng (CHI), Eddie Viator (FRA).
Jordánsko: Daghlas (22), Wright (14), Al-Awadi (-), Abbas (10), Dais (-); Al-Najjar (-), Hamdan (-), Soobzokov (12), Al-Sous (-), Zaghab (-), Al-Khas (12), Shaher (3)
Německo: Hamann (4), Greene (-), Benzing (5), Jagla (14), Pleiß (23); Staiger (16), Schaffartzik (-), Günther (-), Ohlbrecht (7), McNaughton (12), Harris (7), Schwethelm (3)

#### Skupina B
|    |            | USA    | SLO   | BRA   | CRO    | IRN   | TUN   | V | P | Skóre   | B  |
| -- | ---------- | ------ | ----- | ----- | ------ | ----- | ----- | - | - | ------- | -- |
| 1. | USA        | ***    | 99:77 | 70:68 | 106:78 | 88:51 | 92:57 | 5 | 0 | 455:331 | 10 |
| 2. | Slovinsko  | 77:99  | ***   | 90:77 | 91:84  | 65:60 | 80:56 | 4 | 1 | 393:376 | 9  |
| 3. | Brazílie   | 68:70  | 77:80 | ***   | 92:74  | 81:65 | 80:65 | 3 | 2 | 398:354 | 8  |
| 4. | Chorvatsko | 78:106 | 84:91 | 74:92 | ***    | 75:54 | 84:64 | 2 | 3 | 395:407 | 7  |
| 5. | Írán       | 51:88  | 60:65 | 65:81 | 54:75  | ***   | 71:58 | 1 | 4 | 301:367 | 6  |
| 6. | Tunisko    | 57:92  | 56:80 | 65:80 | 64:84  | 58:71 | ***   | 0 | 5 | 300:407 | 5  |

 Tunisko -  Slovinsko 56:80 (14:22, 14:17, 12:24, 16:17) 
28. srpna 2010 (16:00) - Istanbul (Abdi İpekçi Arena)

Rozhodčí: Romualdas Brazauskas (LIT), José Hernán Melgarejo (COL), Stephen Seibel (CAN).
Tunisko: Kechrid (9), Rzig (-), Dhifallah (2), Slimane (11), Mejri (9); Laghnej (-), Kenioua (-), Hadidane (8), Maoua (5), Ghyaza (4), Ben Romdhane (4), Braa (4)
Slovinsko: Lakovič (5), Dragič (16), Nachbar (14), Slokar (6), Brezec (9); Rizvić (-), Bečirovič (3), Klobučar (3), Udrih (2), Jagodnik (3), Zupan (4), Vidmar (15)

 USA -  Chorvatsko 106:78 (22:20, 26:6, 30:22, 28:30)
28. srpna 2010 (19:00) - Istanbul (Abdi İpekçi Arena)

Rozhodčí: Reynaldo Antonio Mercedes (DOM), Yuji Hirahara (JPN), Christos Christodoulou (GRE).
USA: Rose (9), Billups (12), Iguodala (5), Durant (14), Odom (6); Westbrook (10), Gay (10), Granger (9), Curry (4), Gordon (16), Love (7), Chandler (4)
Chorvatsko: Ukić (5), Tomas (7), Bogdanović (17), Tomić (12), Žorić (9); Kus (-), Popović (16), Stipčević (-), Planinić (-), Lončar (2), Banić (8), Andrić (2)

 Írán -  Brazílie 65:81 (12:22, 17:17, 17:22, 19:20)
28. srpna 2010 (21:30) - Istanbul (Abdi İpekçi Arena)

Rozhodčí: Recep Ankaralı (TUR), José Antonio Martín Bertrán (SPA), David Chambon (FRA).
Írán: Kamrani (13), Davari (4), Sahakian (10), Kazemi (9), Haddadi (16); Nabipour (-), Davoudi (6), Veisi (2), Zandi (-), Hassanzadeh (2), Kardoust (3), Davarpanah (-)
Brazílie: Marcelinho Huertas (10), Alex Garcia (4), Leandrinho (13), Guilherme (17), Tiago (13); Marcelinho Machado (8), Nezinho (-), Murilo (2), Raulzinho (6), Batista (2), Marquinhos (6)

 Slovinsko -  USA 77:99 (11:23, 17:19, 18:25, 31:32) 
29. srpna 2010 (16:30) - Istanbul (Abdi İpekçi Arena)

Rozhodčí: José Antonio Martín Bertrán (SPA), Christos Christodoulou (GRE), Stephen Seibel (CAN).
Slovinsko: Lakovič (5), Dragič (7), Nachbar (13), Slokar (4), Brezec (5); Rizvić (8), Bečirovič (8), Klobučar (-), Udrih (9), Jagodnik (6), Zupan (2), Vidmar (10)
USA: Rose (7), Billups (8), Iguodala (11), Durant (22), Odom (5); Westbrook (11), Gay (16), Granger (-), Curry (3), Gordon (6), Love (10), Chandler (-)

 Chorvatsko -  Írán 75:54 (22:13, 22:11, 9:16, 22:14) 
29. srpna 2010 (19:00) - Istanbul (Abdi İpekçi Arena)

Rozhodčí: Romualdas Brazauskas (LIT), Recep Ankaralı (TUR), Carlos José Júlio (ANG).
Chorvatsko: Ukić (13), Kus (9), Tomas (9), Banić (6), Tomić (12); Popović (-), Bogdanović (13), Lončar (7), Žorić (6)
Írán: Kamrani (7), Davari (6), Sahakian (-), Kazemi (10), Haddadi (27); Davoudi (-), Veisi (2), Zandi (-), Kardoust (2)

 Brazílie -  Tunisko 80:65 (26:16, 17:14, 16:18, 21:17)
29. srpna 2010 (21:30) - Istanbul (Abdi İpekçi Arena)

Rozhodčí: Yuji Hirahara (JPN), David Chambon (FRA), Reynaldo Antonio Mercedes (DOM).
Brazílie: Marcelinho Huertas (2), Alex Garcia (10), Leandrinho (21), Guilherme (2), Tiago (16); Marcelinho Machado (13), Nezinho (2), Murilo (2), Batista (9), Marquinhos (3)
Tunisko: Kechrid (15), Rzig (7), Dhifallah (1), Slimane (14), Mejri (10); Kenioua (3), Hadidane (8), Maoua (2), Ghyaza (-), Braa (5)

 Slovinsko -  Chorvatsko 91:84 (16:18, 23:26, 26:15, 26:25) 
30. srpna 2010 (16:30) - Istanbul (Abdi İpekçi Arena)

Rozhodčí: Reynaldo Antonio Mercedes (DOM), Yuji Hirahara (JPN), David Chambon (FRA).
Slovinsko: Dragič (14), Udrih (9), Nachbar (11), Zupan (8), Brezec (6); Slokar (15), Lakovič (15), Bečirovič (4), Vidmar (9)
Chorvatsko: Ukić (20), Kus (5), Tomas (17), Tomić (4), Žorić (8); Popović (17), Bogdanović (2), Planinić (-), Lončar (-), Banić (6), Andrić (5)

 Tunisko -  Írán 58:71 (11:23, 12:10, 13:22, 22:16) 
30. srpna 2010 (19:00) - Istanbul (Abdi İpekçi Arena)

Rozhodčí: José Antonio Martín Bertrán (SPA), José Hernán Melgarejo (COL), Carlos José Júlio (ANG).
Tunisko: Kechrid (4), Rzig (-), Dhifallah (9), Slimane (6), Mejri (10); Laghnej (4), Kenioua (5), Hadidane (-), Maoua (7), Ben Romdhane (10), Braa (3)
Írán: Kamrani (15), Davari (8), Sahakian (4), Kazemi (14), Haddadi (23); Nabipour (-), Davoudi (2), Veisi (5), Zandi (-)

 USA -  Brazílie 70:68 (22:28, 21:18, 18:13, 09:09) 
30. srpna 2010 (21:30) - Istanbul (Abdi İpekçi Arena)

Rozhodčí: Romualdas Brazauskas (LIT), Christos Christodoulou (GRE), Stephen Seibel (CAN).
USA: Rose (11), Billups (15), Iguodala (3), Durant (27), Odom (8); Westbrook (2), Gay (1), Gordon (-), Love (3), Chandler (-)
Brazílie: Marcelinho Huertas (8), Alex Garcia (5), Leandrinho (14), Marquinhos (16), Tiago (13); Marcelinho Machado (7), Murilo (-), Guilherme (5), Batista (-)

 Chorvatsko -  Tunisko 84:64 (23:12, 20:11, 22:17, 19:24) 
1. září 2010 (16:30) - Istanbul (Abdi İpekçi Arena)

Rozhodčí: Romualdas Brazauskas (LIT), Stephen Seibel (CAN), Carlos José Júlio (ANG).
Chorvatsko: Ukić (-), Kus (-), Tomas (8), Banić (6), Tomić (15); Popović (16), Bogdanović (19), Stipčević (-), Planinić (5), Lončar (5), Andrić (10)
Tunisko: Kechrid (5), Rzig (6), Dhifallah (8), Slimane (4), Mejri (7); Kenioua (3), Hadidane (3), Maoua (-), Ghyaza (2), Ben Romdhane (23), Braa (3)

 Írán -  USA 51:88 (13:19, 15:23, 11:20, 12:26) 
1. září 2010 (19:00) - Istanbul (Abdi İpekçi Arena)

Rozhodčí: David Chambon (FRA), Yuji Hirahara (JPN), José Hernán Melgarejo (COL).
Írán: Kamrani (7), Davari (2), Kazemi (14), Nabipour (1), Haddadi (19); Davoudi (1), Veisi (7), Hassanzadeh (-), Kardoust (-), Davarpanah (-)
USA: Rose (11), Billups (5), Iguodala (3), Durant (12), Odom (2); Westbrook (4), Gay (9), Granger (10), Curry (4), Gordon (8), Love (13), Chandler (7)

 Brazílie -  Slovinsko 77:80 (18:20, 12:24, 21:23, 26:13) 
1. září 2010 (21:30) - Istanbul (Abdi İpekçi Arena)

Rozhodčí: José Antonio Martín Bertrán (SPA), Recep Ankaralı (TUR), Reynaldo Antonio Mercedes (DOM).
Brazílie: Marcelinho Huertas (8), Alex Garcia (9), Leandrinho (12), Marquinhos (-), Tiago (19); Marcelinho Machado (20), Nezinho (-), Anderson (4), Guilherme (5)
Slovinsko: Lakovič (20), Dragič (10), Bečirovič (6), Slokar (5), Brezec (16); Nachbar (15), Zupan (2), Vidmar (6)

 USA -  Tunisko 92:57 (19:13, 20:20, 24:13, 29:11)
2. září 2010 (16:30) - Istanbul (Abdi İpekçi Arena)

Rozhodčí: Recep Ankaralı (TUR), Carlos José Júlio (ANG), José Hernán Melgarejo (COL).
USA: Rose (4), Billups (7), Iguodala (4), Durant (14), Odom (-); Westbrook (14), Gay (2), Granger (5), Curry (13), Gordon (21), Love (4), Chandler (4)
Tunisko: Kechrid (15), Rzig (9), Dhifallah (1), Slimane (9), Mejri (-); Laghnej (-), Kenioua (-), Hadidane (5), Maoua (5), Ghyaza (2), Ben Romdhane (11), Braa (-)

 Slovinsko -  Írán 65:60 (19:6, 9:17, 24:11, 12:26) 
2. září 2010 (19:00) - Istanbul (Abdi İpekçi Arena)

Rozhodčí: Yuji Hirahara (JPN), Christos Christodoulou (GRE), Reynaldo Antonio Mercedes (DOM).
Slovinsko: Lakovič (4), Dragič (18), Nachbar (10), Zupan (15), Brezec (2); Rizvić (-), Bečirovič (10), Klobučar (2), Jagodnik (-), Vidmar (4)
Írán: Kamrani (5), Davari (7), Kazemi (13), Nabipour (2), Haddadi (15); Davoudi (-), Zandi (-), Hassanzadeh (2), Kardoust (9), Davarpanah (7)

 Brazílie -  Chorvatsko 92:74 (22:19, 26:16, 24:15, 20:24) 
2. září 2010 (21:30) - Istanbul (Abdi İpekçi Arena)

Rozhodčí: Romualdas Brazauskas (LIT), Stephen Seibel (CAN), David Chambon (FRA).
Brazílie: Marcelinho Huertas (7), Alex Garcia (15), Leandrinho (17), Anderson (2), Tiago (6); Marcelinho Machado (18), Nezinho (-), Murilo (7), Guilherme (12), Batista (6), Marquinhos (2)
Chorvatsko: Ukić (4), Tomas (9), Bogdanović (10), Tomić (2), Andrić (11); Kus (4), Popović (15), Planinić (3), Lončar (12), Banić (4)

#### Skupina C
|    |               | TUR   | RUS   | GRE   | CHN   | PUR   | CIV   | V | P | Skóre   | B  |
| -- | ------------- | ----- | ----- | ----- | ----- | ----- | ----- | - | - | ------- | -- |
| 1. | Turecko       | ***   | 65:56 | 76:65 | 87:40 | 79:77 | 86:47 | 5 | 0 | 393:285 | 10 |
| 2. | Rusko         | 56:65 | ***   | 73:69 | 89:80 | 75:66 | 72:66 | 4 | 1 | 365:346 | 9  |
| 3. | Řecko         | 65:76 | 69:73 | ***   | 89:81 | 83:80 | 97:60 | 3 | 2 | 403:370 | 8  |
| 4. | Čína          | 40:87 | 80:89 | 81:89 | ***   | 76:84 | 83:73 | 1 | 4 | 360:422 | 6  |
| 5. | Portoriko     | 77:79 | 66:75 | 80:83 | 84:76 | ***   | 79:88 | 1 | 4 | 386:401 | 6  |
| 6. | Pobřeží slon. | 47:86 | 66:72 | 60:97 | 73:83 | 88:79 | ***   | 1 | 4 | 334:417 | 6  |

 Řecko -  Čína 89:81 (25:18, 22:19, 18:25, 24:19) 
28. srpna 2010 (16:00) - Ankara (Ankara Arena)

Rozhodčí: Pablo Alberto Estévez (ARG), Ilija Belošević (SER), Vitalis Gode (KEN).
Řecko: Diamantidis (11), Spanoulis (19), Zisis (21), Tsartsaris (6), Bourousis (21); Vougioukas (-), Calathes (2), Printezis (-), Perperoglou (6), Kaimakoglou (3)
Čína: Liú Wěi (7), Wáng Shìpéng (13), Sūn Yuè (15), Yì Jiànlián (26), Wáng Zhìzhì (15); Dīng Jĭnhuī (2), Yú Shùlóng (3), Zhōu Péng (-)

 Rusko -  Portoriko 75:66 (14:8, 22:26, 18:21, 21:11) 
28. srpna 2010 (18:30) - Ankara (Ankara Arena)

Rozhodčí: Carl Jungebrand (FIN), Scott Butler (AUS), Cristiano Jesus Maranho (BRA).
Rusko: Bykov (3), Fridzon (9), Ponkrašov (10), Monja (16), Kaun (13); Vorončevič (8), Kolesnikov (-), Chvostov (-), Voronov (3), Mozgov (13)
Portoriko: Barea (25), Arroyo (4), Lee (-), Peavy (7), Ramos (15); Vassallo (13), Díaz (2), Balkman (-), Santiago (-)

 Pobřeží slon. -  Turecko 47:86 (11:23, 11:17, 14:13, 11:33) 
28. srpna 2010 (21:00) - Ankara (Ankara Arena)

Rozhodčí: Saša Pukl (SVK), Fernando Rocha (POR), Marwan Egho (LEB).
Côte d'Ivoire: Diabaté (5), Konaté (4), Abouo (-), Lamizana (6), Koné (7); Soumahoro (-), N’Diaye (-), Assié (4), Kalé (10), Tapé (2), Landry (9)
Turecko: Kerem Tunçeri (9), Ömer Onan (18), Hidayet (6), Ersan (17), Ömer Aşık (8); Cenk (2), Sinan (8), Barış (-), Semih (6), Oğuz (4), Kerem Gönlüm (6), Ender (2)

 Čína -  Pobřeží slon. 83:73 (21:17, 20:16, 25:18, 17:22)
29. srpna 2010 (16:00) - Ankara (Ankara Arena)

Rozhodčí: Pablo Alberto Estévez (ARG), Cristiano Jesus Maranho (BRA), Vitalis Gode (KEN).
Čína: Liú Wěi (12), Wáng Shìpéng (25), Sūn Yuè (1), Yì Jiànlián (26), Wáng Zhìzhì (8); Dīng Jĭnhuī (7), Yú Shùlóng (-), Sū Wěi (-), Zhōu Péng (4)
Côte d'Ivoire: Diabaté (20), Konaté (11), Landry (9), Lamizana (3), Koné (6); Abouo (8), N’Diaye (-), Assié (9), Kalé (7), Tapé (-)

 Portoriko -  Řecko 80:83 (23:21, 18:14, 15:24, 24:24) 
29. srpna 2010 (18:30) - Ankara (Ankara Arena)

Rozhodčí: Carl Jungebrand (FIN), Héctor Sánchez (VEN), Fernando Rocha (POR).
Portoriko: Barea (20), Vassallo (11), Lee (9), Sánchez (13), Ramos (16); Rivera (-), Díaz (-), Huertas (6), Peavy (5), Balkman (-), Santiago (-)
Řecko: Diamantidis (12), Spanoulis (28), Zisis (7), Tsartsaris (14), Vougioukas (2); Bourousis (12), Calathes (-), Printezis (3), Perperoglou (5), Kaimakoglou (-)

 Turecko -  Rusko 65:56 (16:14, 17:8, 15:15, 17:19) 
29. srpna 2010 (21:00) - Ankara (Ankara Arena)

Rozhodčí: Saša Pukl (SLO), Ilija Belošević (SER), Scott Butler (AUS).
Turecko: Kerem Tunçeri (5), Ömer Onan (3), Hidayet (14), Ersan (10), Ömer Aşık (10); Sinan (3), Semih (9), Oğuz (-), Kerem Gönlüm (2), Ender (9)
Rusko: Bykov (10), Ponkrašov (2), Voronov (1), Monja (13), Kaun (13); Vorončevič (5), Kolesnikov (-), Fridzon (5), Chvostov (6), Mozgov (1)

 Rusko -  Pobřeží slon. 72:66 (17:12, 17:18, 19:14, 19:22)
31. srpna 2010 (16:00) - Ankara (Ankara Arena)

Rozhodčí: Ilija Belošević (SER), Fernando Rocha (POR), Héctor Sánchez (VEN).
Rusko: Bykov (5), Fridzon (9), Ponkrašov (4), Monja (6), Kaun (13); Vorončevič (8), Kolesnikov (-), Chvostov (6), Voronov (2), Mozgov (19)
Côte d'Ivoire: Diabaté (10), Amagou (-), Landry (14), Lamizana (14), Koné (16); Abouo (2), Konaté (6), N’Diaye (-), Assié (4), Kalé (-), Tapé (-)

 Portoriko -  Čína 84:76 (20:21, 24:16, 19:20, 21:19) 
31. srpna 2010 (18:30) - Ankara (Ankara Arena)

Rozhodčí: Saša Pukl (SVK), Scott Butler (AUS), Marwan Egho (LEB).
Portoriko: Barea (13), Vassallo (22), Lee (13), Sánchez (-), Ramos (6); Rivera (-), Díaz (2), Huertas (5), Peavy (13), Balkman (10), Santiago (-)
Čína: Liú Wěi (11), Wáng Shìpéng (5), Sūn Yuè (12), Yì Jiànlián (24), Wáng Zhìzhì (17); Dīng Jĭnhuī (4), Yú Shùlóng (-), Jīn Lìpéng (-), Sū Wěi (-), Zhōu Péng (3)

 Řecko -  Turecko 65:76 (15:22, 24:19, 12:24, 14:11) 
31. srpna 2010 (21:00) - Ankara (Ankara Arena)

Rozhodčí: Carl Jungebrand (FIN), Pablo Alberto Estévez (ARG), Cristiano Jesus Maranho (BRA).
Řecko: Diamantidis (8), Spanoulis (5), Zisis (3), Tsartsaris (2), Bourousis (15); Calathes (6), Fotsis (7), Perperoglou (4), Kaimakoglou (6), Schortsianitis (9)
Turecko: Kerem Tunçeri (7), Ömer Onan (6), Hidayet (8), Ersan (26), Ömer Aşık (12); Sinan (-), Semih (10), Oğuz (2), Kerem Gönlüm (-), Ender (5)

 Čína -  Rusko 80:89 (21:15, 22:25, 19:23, 18:26) 
1. září 2010 (16:00) - Ankara (Ankara Arena)

Rozhodčí: Carl Jungebrand (FIN), Cristiano Jesus Maranho (BRA), Héctor Sánchez (VEN).
Čína: Liú Wěi (5), Wáng Shìpéng (16), Sūn Yuè (19), Yì Jiànlián (14), Wáng Zhìzhì (14); Dīng Jĭnhuī (2), Yú Shùlóng (5), Jīn Lìpéng (-), Guō Àilún (2), Zhōu Péng (3)
Rusko: Bykov (11), Fridzon (2), Monja (17), Vorončevič (7), Kaun (16); Ponkrašov (15), Chvostov (2), Voronov (11), Mozgov (8)

 Pobřeží slon. -  Řecko 60:97 (14:20, 5:27, 19:34, 22:16) 
1. září 2010 (18:30) - Ankara (Ankara Arena)

Rozhodčí: Pablo Alberto Estévez (ARG), Marwan Egho (LEB), Vitalis Gode (KEN).
Côte d'Ivoire: Diabaté (4), Konaté (2), Landry (9), Lamizana (9), Koné (5); Abouo (4), Amagou (-), N’Diaye (6), Assié (11), Kalé (8), Tapé (2)
Řecko: Diamantidis (5), Spanoulis (10), Zisis (4), Tsartsaris (12), Bourousis (9); Vougioukas (4), Calathes (15), Fotsis (6), Printezis (12), Perperoglou (2), Kaimakoglou (8), Schortsianitis (10)

 Turecko -  Portoriko 79:77 (19:19, 11:18, 26:20, 23:20) 
1. září 2010 (21:00) - Ankara (Ankara Arena)

Rozhodčí: Saša Pukl (SVN), Scott Butler (AUS), Ilija Belošević (SER).
Turecko: Kerem Tunçeri (4), Ömer Onan (12), Hidayet (16), Ersan (13), Ömer Aşık (4); Cenk (3), Semih (10), Oğuz (3), Kerem Gönlüm (9), Ender (5)
Portoriko: Barea (7), Vassallo (19), Lee (11), Sánchez (6), Ramos (15); Rivera (2), Díaz (-), Huertas (-), Peavy (9), Balkman (6), Santiago (2)

 Portoriko -  Pobřeží slon. 79:88 (14:19, 19:20, 26:25, 20:24)
2. září 2010 (16:00) - Ankara (Ankara Arena)

Rozhodčí: Ilija Belošević (SER), Héctor Sánchez (VEN), Vitalis Gode (KEN).
Portoriko: Barea (19), Vassallo (11), Lee (-), Sánchez (2), Ramos (-); Rivera (-), Díaz (2), Huertas (18), Peavy (14), Balkman (7), Santiago (6)
Côte d'Ivoire: Diabaté (8), Konaté (11), Landry (10), Lamizana (17), Koné (17); Abouo (19), Assié (3), Kalé (3), Tapé (-)

 Řecko -  Rusko 69:73 (10:20, 20:10, 13:29, 26:14) 
2. září 2010 (18:30) - Ankara (Ankara Arena)

Rozhodčí: Saša Pukl (SLO), Cristiano Jesus Maranho (BRA), Fernando Rocha (POR).
Řecko: Diamantidis (8), Spanoulis (8), Zisis (11), Tsartsaris (3), Bourousis (5); Calathes (3), Printezis (4), Perperoglou (4), Kaimakoglou (7), Schortsianitis (16)
Rusko: Bykov (4), Fridzon (8), Monja (6), Vorončevič (10), Kaun (8); Kolesnikov (-), Zhukanenko (6), Ponkrašov (4), Chvostov (-), Voronov (9), Mozgov (18)

 Turecko -  Čína 87:40 (15:6, 24:7, 27:12, 21:15) 
2. září 2010 (21:00) - Ankara (Ankara Arena)

Rozhodčí: Carl Jungebrand (FIN), Pablo Alberto Estévez (ARG), Marwan Egho (LEB).
Turecko: Cenk (6), Sinan (9), Hidayet (5), Ömer Aşık (17), Oğuz (20); Barış (9), Semih (18), Ender (3)
Čína: Yú Shùlóng (9), Guō Àilún (-), Zhōu Péng (4), Sū Wěi (4), Zhāng Zhàoxù (4); Dīng Jĭnhuī (4), Wáng Shìpéng (-), Jīn Lìpéng (-), Sūn Yuè (15)

#### Skupina D
|    |             | LIT   | ESP    | NZL    | FRA    | LEB    | CAN   | V | P | Skóre   | B  |
| -- | ----------- | ----- | ------ | ------ | ------ | ------ | ----- | - | - | ------- | -- |
| 1. | Litva       | ***   | 76:73  | 92:79  | 69:55  | 84:66  | 70:68 | 5 | 0 | 391:341 | 10 |
| 2. | Španělsko   | 73:76 | ***    | 101:84 | 66:72  | 91:57  | 89:67 | 3 | 2 | 420:356 | 8  |
| 3. | Nový Zéland | 79:92 | 84:101 | ***    | 82:70  | 108:76 | 71:61 | 3 | 2 | 424:400 | 8  |
| 4. | Francie     | 55:69 | 72:66  | 70:82  | ***    | 86:59  | 68:63 | 3 | 2 | 351:339 | 8  |
| 5. | Libanon     | 66:84 | 57:91  | 59:86  | 76:108 | ***    | 81:71 | 1 | 4 | 339:440 | 6  |
| 6. | Kanada      | 68:70 | 67:89  | 61:71  | 63:68  | 71:81  | ***   | 0 | 5 | 330:379 | 5  |

 Nový Zéland -  Litva 79:92 (24:25, 10:25, 27:24, 18:18) 
28. srpna 2010 (16:00) - Smyrna (Halkapınar Sport Hall)

Rozhodčí: Anthony Jordan (USA), Srđan Dozai (CRO), Milivoje Jovčić (SER).
Nový Zéland: Tait (2), Penney (37), Abercrombie (7), Vukona (19), Bradshaw (3); Fitchett (-), Jones (6), Kench (-), Cameron (-), Anthony (-), Pledger (5)
Litva: Kalnietis (6), Seibutis (-), Mačiulis (14), Kleiza (27), Javtokas (2); Pocius (2), Gecevičius (8), Delininkaitis (8), Jasaitis (4), Klimavičius (6), Jankūnas (15)

 Kanada -  Libanon 71:81 (20:20, 17:14, 21:23, 13:24) 
28. srpna 2010 (18:30) - Smyrna (Halkapınar Sport Hall)

Rozhodčí: Luigi Lamonica (ITA), Boris Ryzhik (UKR), Heros Avanessian (IRN).
Kanada: Anderson (3), Rautins (10), Bucknor (6), Brown (13), Anthony (17); Bell (-), Famutimi (4), Sacre (2), Shepherd (10), Kendall (6)
Libanon: Fahed (17), Rustom (6), El-Khatib (31), Freije (12), Vroman (8); Abdelnour (7), Mahmoud (-), Kanaan (-)

 Francie -  Španělsko 72:66 (9:18, 18:10, 16:16, 29:22) 
28. srpna 2010 (21:00) - Smyrna (Halkapınar Sport Hall)

Rozhodčí: Jorge Vázquez (PUR), Michael Aylen (AUS), Juan José Fernández (ARG).
Francie: De Colo (-), Batum (14), Diaw (2), Piétrus (4), Traoré (7); Albicy (13), Koffi (11), Mahinmi (5), Jackson (-), Bokolo (-), Gélabale (16)
Španělsko: Rubio (6), Navarro (17), Rudy (13), Reyes (9), M. Gasol (8); Raúl López (3), Claver (-), Vázquez (1), Llull (3), Mumbrú (3), Garbajosa (3)

 Litva -  Kanada 70:68 (12:20, 21:23, 22:14, 15:11)
29. srpna 2010 (16:00) - Smyrna (Halkapınar Sport Hall)

Rozhodčí: Luigi Lamonica (ITA), Jakub Zamojski (POL), Juan José Fernández (ARG).
Litva: Kalnietis (7), Gecevičius (-), Mačiulis (8), Kleiza (18), Klimavičius (7); Seibutis (2), Pocius (11), Delininkaitis (11), Jasaitis (2), Jankūnas (4), Javtokas (-)
Kanada: Anderson (15), Rautins (7), Doornekamp (3), Kendall (9), Anthony (12); Bell (1), Bucknor (5), Brown (11), Sacre (-), Shepherd (5)

 Libanon -  Francie 59:86 (20:22, 8:20, 19:21, 12:23) 
29. srpna 2010 (18:30) - Smyrna (Halkapınar Sport Hall)

Rozhodčí: Anthony Jordánsko (USA), Milivoje Jovčić (SER), Michael Aylen (AUS).
Libanon: Fahed (4), Rustom (4), El-Khatib (12), Freije (11), Vroman (19); Abdelnour (2), Mahmoud (2), Estephane (-), Kanaan (-), Akl (-), Rida (5)
Francie: De Colo (14), Batum (7), Diaw (2), Piétrus (-), Traoré (6); Albicy (-), Causeur (-), Koffi (17), Mahinmi (14), Jackson (5), Bokolo (3), Gélabale (18)

 Španělsko -  Nový Zéland 101:84 (28:19, 20:25, 29:19, 24:21)
29. srpna 2010 (21:00) - Smyrna (Halkapınar Sport Hall)

Rozhodčí: Jorge Vázquez (PUR), Boris Ryzhik (UKR), Heros Avanessian (IRN).
Španělsko: Rubio (8), Navarro (18), Rudy (12), Garbajosa (14), M. Gasol (22); San Emeterio (4), Raúl López (7), Reyes (10), Claver (1), Vázquez (5), Llull (-), Mumbrú (-)
Nový Zéland: Kench (-), Penney (21), Jones (15), Vukona (6), Pledger (4); Tait (5), Fitchett (3), Abercrombie (19), Cameron (3), Anthony (1), Frank (7), Bradshaw (-)

 Nový Zéland -  Libanon 108:76 (32:16, 19:16, 30:24, 27:20) 
31. srpna 2010 (16:00) - Smyrna (Halkapınar Sport Hall)

Rozhodčí: Boris Ryzhik (UKR), Jakub Zamojski (POL), Juan José Fernández (ARG).
Nový Zéland: Tait (12), Penney (26), Abercrombie (23), Vukona (11), Bradshaw (10); Fitchett (-), Jones (13), Kench (-), Cameron (3), Anthony (2), Frank (8), Pledger (-)
Libanon: Fahed (12), Rustom (8), El-Khatib (18), Freije (4), Vroman (10); Abdelnour (12), Mahmoud (4), Estephane (-), Kanaan (3), Fakhreddine (2), Rida (3)

 Francie -  Kanada 68:63 (15:15, 13:13, 18:20, 22:15) 
31. srpna 2010 (18:30) - Smyrna (Halkapınar Sport Hall)

Rozhodčí: Srđan Dozai (CRO), Jorge Vázquez (PUR), Michael Aylen (AUS).
Francie: De Colo (5), Batum (24), Gélabale (8), Diaw (8), Traoré (6); Albicy (-), Koffi (7), Mahinmi (4), Jackson (-), Bokolo (6)
Kanada: Anderson (11), Doornekamp (-), Brown (8), Kendall (15), Anthony (6); Olynyk (13), Bell (2), Bucknor (3), Sacre (-), Shepherd (5)

 Španělsko -  Litva 73:76 (22:11, 21:24, 21:18, 9:23)
31. srpna 2010 (21:00) - Smyrna (Halkapınar Sport Hall)

Rozhodčí: Luigi Lamonica (ITA), Anthony Jordan (USA), Milivoje Jovčić (SER).
Španělsko: Rubio (3), Navarro (18), Rudy (13), Garbajosa (11), M. Gasol (18); San Emeterio (-), Raúl López (3), Reyes (-), Vázquez (-), Llull (3), Mumbrú (4)
Litva: Kalnietis (12), Gecevičius (2), Jasaitis (5), Kleiza (17), Javtokas (4); Mačiulis (13), Pocius (13), Delininkaitis (4), Klimavičius (-), Jankūnas (3), Andriuškevičius (3)

 Kanada -  Nový Zéland 61:71 (8:11, 20:24, 13:12, 20:24) 
1. září 2010 (16:00) - Smyrna (Halkapınar Sport Hall)

Rozhodčí: Boris Ryzhik (UKR), Milivoje Jovčić (SER), Jakub Zamojski (POL).
Kanada: Anderson (5), Doornekamp (4), Brown (12), Kendall (2), Anthony (13); Olynyk (6), Bell (2), Bucknor (-), Famutimi (-), Sacre (2), Shepherd (15)
Nový Zéland: Tait (5), Penney (18), Abercrombie (7), Vukona (4), Bradshaw (4); Fitchett (3), Jones (11), Cameron (5), Frank (14)

 Libanon -  Španělsko 57:91 (22:21, 10:22, 15:29, 10:19)
1. září 2010 (18:30) - Smyrna (Halkapınar Sport Hall)

Rozhodčí: Srđan Dozai (CRO), Luigi Lamonica (ITA), Heros Avanessian (IRN).
Libanon: Fahed (7), Rustom (7), El-Khatib (10), Freije (-), Vroman (22); Abdelnour (-), Mahmoud (5), Estephane (-), Kanaan (3), Fakhreddine (3), Rida (-)
Španělsko: Rubio (-), Navarro (5), Rudy (7), Garbajosa (7), M. Gasol (25); San Emeterio (3), Raúl López (-), Reyes (8), Claver (6), Vázquez (15), Llull (6), Mumbrú (9)

 Litva -  Francie 69:55 (11:24, 13:06, 28:11, 17:14) 
1. září 2010 (21:00) - Smyrna (Halkapınar Sport Hall)

Rozhodčí: Jorge Vázquez (PUR), Anthony Jordan (USA), Juan José Fernández (ARG).
Litva: Kalnietis (9), Pocius (8), Mačiulis (19), Kleiza (15), Javtokas (2); Seibutis (6), Gecevičius (-), Delininkaitis (3), Klimavičius (5), Jankūnas (2)
Francie: De Colo (9), Bokolo (1), Batum (13), Diaw (9), Traoré (6); Albicy (3), Causeur (-), Koffi (2), Mahinmi (2), Jackson (-), Gélabale (10)

 Španělsko -  Kanada 89:67 (28:17, 14:20, 21:11, 26:19) 
1. září 2010 (16:00) - Smyrna (Halkapınar Sport Hall)

Rozhodčí: Michael Aylen (AUS), Boris Ryzhik (UKR), Juan José Fernández (ARG).
Španělsko: Rubio (8), Llull (3), Rudy (19), Garbajosa (9), M. Gasol (4); San Emeterio (6), Raúl López (-), Reyes (8), Claver (5), Vázquez (19), Mumbrú (8)
Kanada: Anderson (8), Doornekamp (2), Brown (-), Kendall (7), Anthony (4); Olynyk (14), Bell (5), Bucknor (7), Sacre (8), Shepherd (12)

 Libanon -  Litva 66:84 (16:16, 16:23, 19:25, 15:20)
1. září 2010 (18:30) - Smyrna (Halkapınar Sport Hall)

Rozhodčí: Jorge Vázquez (PUR), Milivoje Jovčić (SER), Jakub Zamojski (POL).
Libanon: Fahed (19), Rustom (2), El-Khatib (6), Kanaan (-), Vroman (15); Abdelnour (8), Mahmoud (5), Fakhreddine (11)
Litva: Kalnietis (7), Seibutis (17), Mačiulis (3), Kleiza (10), Klimavičius (9); Pocius (4), Gecevičius (16), Delininkaitis (11), Jankūnas (3), Andriuškevičius (4)

 Nový Zéland -  Francie 82:70 (17:20, 22:05, 19:18, 24:27) 
1. září 2010 (21:00)- Smyrna (Halkapınar Sport Hall)

Rozhodčí: Luigi Lamonica (ITA), Srđan Dozai (CRO), Heros Avanessian (IRN).
Nový Zéland: Tait (8), Penney (25), Abercrombie (7), Vukona (15), Cameron (8); Fitchett (3), Jones (5), Frank (7), Bradshaw (4)
Francie:De Colo (10), Batum (6), Diaw (9), Piétrus (8), Mahinmi (-); Albicy (-), Koffi (9), Jackson (-), Bokolo (13), Gélabale (12), Traoré (3)

### Schéma vyřazovacích bojů
|  | Osmifinále  | Osmifinále |         |     | Čtvrtfinále   | Čtvrtfinále   |  |  | Semifinále | Semifinále |  |  | Finále | Finále |
|  |             |            |         |     |               |               |  |  |            |            |  |  |        |        |
|  |             |            |         |     |               |               |  |  |            |            |  |  |        |        |
|  |             |            |         |     |               |               |  |  |            |            |  |  |        |        |
|  | Srbsko      | 73         |         |     |               |               |  |  |            |            |  |  |        |        |
|  | Srbsko      | 73         |         |     |               |               |  |  |            |            |  |  |        |        |
|  | Chorvatsko  | 72         |         |     |               |               |  |  |            |            |  |  |        |        |
|  | Chorvatsko  | 72         | Srbsko  | 92  |               |               |  |  |            |            |  |  |        |        |
|  |             |            | Srbsko  | 92  |               |               |  |  |            |            |  |  |        |        |
|  |             | Španělsko  | 89      |     |               |               |  |  |            |            |  |  |        |        |
|  | Španělsko   | Španělsko  | 89      | 80  |               |               |  |  |            |            |  |  |        |        |
|  | Španělsko   |            |         | 80  |               |               |  |  |            |            |  |  |        |        |
|  | Řecko       | 72         |         |     |               |               |  |  |            |            |  |  |        |        |
|  | Řecko       | 72         | Srbsko  | 82  |               |               |  |  |            |            |  |  |        |        |
|  |             |            | Srbsko  | 82  |               |               |  |  |            |            |  |  |        |        |
|  |             | Turecko    | 83      |     |               |               |  |  |            |            |  |  |        |        |
|  | Turecko     | Turecko    | 83      | 95  |               |               |  |  |            |            |  |  |        |        |
|  | Turecko     |            |         | 95  |               |               |  |  |            |            |  |  |        |        |
|  | Francie     | 77         |         |     |               |               |  |  |            |            |  |  |        |        |
|  | Francie     | 77         | Turecko | 95  |               |               |  |  |            |            |  |  |        |        |
|  |             |            | Turecko | 95  |               |               |  |  |            |            |  |  |        |        |
|  |             | Slovinsko  | 68      |     |               |               |  |  |            |            |  |  |        |        |
|  | Slovinsko   | Slovinsko  | 68      | 87  |               |               |  |  |            |            |  |  |        |        |
|  | Slovinsko   |            |         | 87  |               |               |  |  |            |            |  |  |        |        |
|  | Austrálie   | 58         |         |     |               |               |  |  |            |            |  |  |        |        |
|  | Austrálie   | 58         | Turecko | 64  |               |               |  |  |            |            |  |  |        |        |
|  |             |            | Turecko | 64  |               |               |  |  |            |            |  |  |        |        |
|  |             | USA        | 81      |     |               |               |  |  |            |            |  |  |        |        |
|  | USA         | USA        | 81      | 121 |               |               |  |  |            |            |  |  |        |        |
|  | USA         |            |         | 121 |               |               |  |  |            |            |  |  |        |        |
|  | Angola      | 66         |         |     |               |               |  |  |            |            |  |  |        |        |
|  | Angola      | 66         | USA     | 89  |               |               |  |  |            |            |  |  |        |        |
|  |             |            | USA     | 89  |               |               |  |  |            |            |  |  |        |        |
|  |             | Rusko      | 79      |     |               |               |  |  |            |            |  |  |        |        |
|  | Rusko       | Rusko      | 79      | 78  |               |               |  |  |            |            |  |  |        |        |
|  | Rusko       |            |         | 78  |               |               |  |  |            |            |  |  |        |        |
|  | Nový Zéland | 56         |         |     |               |               |  |  |            |            |  |  |        |        |
|  | Nový Zéland | 56         | USA     | 89  |               |               |  |  |            |            |  |  |        |        |
|  |             |            | USA     | 89  |               |               |  |  |            |            |  |  |        |        |
|  |             | Litva      | 74      |     | O třetí místo | O třetí místo |  |  |            |            |  |  |        |        |
|  | Litva       | Litva      | 74      | 78  | O třetí místo | O třetí místo |  |  |            |            |  |  |        |        |
|  | Litva       |            |         | 78  |               |               |  |  |            |            |  |  |        |        |
|  | Čína        | 67         |         |     |               |               |  |  |            |            |  |  |        |        |
|  | Čína        | 67         | Litva   | 104 | Srbsko        | 88            |  |  |            |            |  |  |        |        |
|  |             |            | Litva   | 104 | Srbsko        | 88            |  |  |            |            |  |  |        |        |
|  |             | Argentina  | 85      |     | Litva         | 99            |  |  |            |            |  |  |        |        |
|  | Argentina   | Argentina  | 85      | 93  | Litva         | 99            |  |  |            |            |  |  |        |        |
|  | Argentina   |            |         | 93  |               |               |  |  |            |            |  |  |        |        |
|  | Brazílie    | 89         |         |     |               |               |  |  |            |            |  |  |        |        |
|  | Brazílie    | 89         |         |     |               |               |  |  |            |            |  |  |        |        |

### Osmifinále
Srbsko -  Chorvatsko 73:72 (19:27 15:09 20:14 19:22) 
4. září 2010 (18:00) - Istanbul (Sinan Erdem Dome)

Rozhodčí: Cristiano Jesus Maranho (BRA), Anthony Jordan (USA), Scott Butler (AUS).
Srbsko: Teodosić (3), Rašić (15), Bjelica (3), Veličković (7), Krstić (16); Tepić (2), Paunić (2), Marković (2), Savanović (-), Kešelj (5), Perović (10), Mačvan (8)
Chorvatsko: Ukić (11), Tomas (6), Bogdanović (9), Banić (10), Tomić (6); Kus (-), Popović (21), Lončar (9)

 Španělsko -  Řecko 80:72 (22:19 15:12 15:20 28:21) 
4. září 2010 (21:00) - Istanbul (Sinan Erdem Dome)

Rozhodčí: José Aníbal Carrión (PUR), Bill Kennedy (USA), Reynaldo Antonio Mercedes (DOM).
Španělsko: Rubio (6), Navarro (22), Rudy (14), Garbajosa (5), M. Gasol (4); Raúl López (5), Reyes (6), Vázquez (6), Llull (9), Mumbrú (3)
Řecko: Diamantidis (16), Spanoulis (12), Zisis (16), Fotsis (12), Schortsianitis (13); Bourousis (2), Calathes (1), Perperoglou (-), Tsartsaris (-)

 Slovinsko -  Austrálie 87:58 (16:08 26:13 29:24 16:13) 
5. září 2010 (18:00) - Istanbul (Sinan Erdem Dome)

Rozhodčí: Romualdas Brazauskas (LIT), Stephen Seibel (CAN), Juan José Fernández (ARG).
Slovinsko: Lakovič (19), Dragič (10), Nachbar (7), Župan (8), Brezec (12); Slokar (8), Rizvić (4), Bečirovič (8), Klobučar (1), Udrih (3), Jagodnik (5), Vidmar (2)
Austrálie: Mills (13), Gibson (-), Ingles (13), Andersen (8), Nielsen (12); Martin (2), Novýley (3), Barlow (2), Worthington (2), Baynes (2), Marić (1)

 Turecko -  Francie 95:77 (19:14 24:14 28:17 24:32) 
5. září 2010 (21:00) - Istanbul (Sinan Erdem Dome)

Rozhodčí: Pablo Alberto Estévez (ARG), Jorge Vázquez (PUR), Luigi Lamonica (ITA).
Turecko: Kerem Tunçeri (-), Ömer Onan (7), Hidayet (20), Ersan (9), Ömer Aşık (10); Cenk (5), Sinan (17), Barış (2), Semih (5), Oğuz (9), Kerem Gönlüm (2), Ender (9)
Francie: De Colo (15), Batum (11), Diaw (21), Piétrus (6), Traoré (4); Albicy (3), Causeur (3), Koffi (5), Mahinmi (2), Jackson (-), Bokolo (4), Gélabale (3)

 USA -  Angola 121:66 (33:13 32:25 26:18 30:10) 
6. září 2010 (18:00) - Istanbul (Sinan Erdem Dome)

Rozhodčí: Milivoje Jovčić (SER), Boris Ryzhik (UKR), Samir Abaakil (MOR).
USA: Rose (9), Billups (19), Iguodala (6), Durant (17), Odom (9); Westbrook (4), Gay (17), Granger (5), Curry (5), Gordon (17), Love (8), Chandler (5)
Angola: Lutonda (8), Morais (5), Almeida (3), Mingas (2), Gomes (21); Fortes (11), Bonifácio (-), Paulo (-), Jerônimo (-), M’Bunga (4), Ambrósio (12)

 Rusko -  Nový Zéland 78:56 (13:15 18:12 20:13 27:16) 
6. září 2010 (21:00) - Istanbul (Sinan Erdem Dome)

Rozhodčí: Saša Pukl (SVK), David Chambon (FRA), Marcos Fornies Benito (BRA)
Rusko: Bykov (5), Fridzon (12), Monja (8), Vorončevič (18), Kaun (6); Kolesnikov (-), Ponkrašov (9), Chvostov (4), Voronov (-), Mozgov (16)
Nový Zéland: Tait (1), Penney (21), Abercrombie (13), Vukona (2), Cameron (4); Fitchett (6), Jones (7), Frank (-), Bradshaw (2)

 Litva -  Čína 78:67 (17:22 26:18 21:11 14:16) 
7. září 2010 (18:00) - Istanbul (Sinan Erdem Dome)

Rozhodčí: Christos Christodoulou (GRE), Recep Ankaralı (TUR), Yuji Hirahara (JPN).
Litva: Kalnietis (11), Pocius (7), Mačiulis (-), Kleiza (30), Javtokas (4); Gecevičius (14), Delininkaitis (3), Jasaitis (4), Klimavičius (-), Jankūnas (5)
Čína: Liú Wěi (21), Wáng Shìpéng (10), Sūn Yuè (9), Yì Jiànlián (11), Wáng Zhìzhì (11); Dīng Jĭnhuī (-), Yú Shùlóng (-), Sū Wěi (-), Zhōu Péng (5)

 Argentina -  Brazílie 93:89 (25:25 21:23 20:18 27:23)
7. září 2010 (21:00) - Istanbul (Sinan Erdem Dome)

Rozhodčí: Carl Jungebrand (FIN), Juan Carlos Arteaga (SPA), Ilija Belošević (SER).
Argentina: Prigioni (6), Delfino (20), Jasen (15), Scola (37), Oberto (7); González (-), Cequeira (2), Quinteros (-), L. Gutiérrez (6), Kammerichs (-)
Brazílie: Marcelinho Huertas (32), Alex Garcia (7), Leandrinho (20), Guilherme (3), Anderson (7); Marcelinho Machado (10), Nezinho (-), Murilo (-), Marquinhos (-), Tiago (10)

### Čtvrtfinále
Srbsko -  Španělsko 92:89 (27:23 22:18 18:23 25:25) 
8. září 2010 (18:00) - Istanbul (Sinan Erdem Dome)

Rozhodčí: Pablo Alberto Estévez (ARG), Bill Kennedy (USA), Michael Aylen (AUS).
Srbsko: Teodosić (12), Rašić (-), Bjelica (14), Veličković (17), Perović (2); Tepić (2), Paunić (-), Marković (-), Savanović (15), Kešelj (17), Krstić (13)
Španělsko: Rubio (3), Navarro (27), Rudy (15), Garbajosa (18), M. Gasol (13); San Emeterio (-), Raúl López (-), Reyes (2), Vázquez (4), Llull (4), Mumbrú (3)

 Turecko -  Slovinsko 95:68 (27:14, 23:17, 21:12, 24:25) 
8. září 2010 (21:00) - Istanbul (Sinan Erdem Dome)

Rozhodčí: José Aníbal Carrión (PUR), Anthony Jordan (USA), Cristiano Jesus Maranho (BRA).
Turecko: Kerem Tunçeri (10), Ömer Onan (10), Hidayet (10), Ersan (19), Ömer Aşık (9); Cenk (2), Sinan (12), Barış (-), Semih (6), Oğuz (8), Kerem Gönlüm (4), Ender (5)
Slovinsko: Lakovič (8), Dragič (5), Nachbar (16), Župan (3), Brezec (10); Slokar (10), Rizvić (-), Bečirovič (16), Udrih (-), Jagodnik (-), Vidmar (-)

 USA -  Rusko 89:79 (25:25, 19:14, 26:17, 19:23) 
9. září 2010 (18:00) - Istanbul (Sinan Erdem Dome)

Rozhodčí: Reynaldo Antonio Mercedes (DOM), José Antonio Martín Bertrán (SPA), Jakub Zamojski (POL).
USA: Rose (6), Billups (15), Iguodala (6), Durant (33), Odom (6); Westbrook (12), Gay (-), Curry (2), Gordon (6), Love (-), Chandler (3)
Rusko: Bykov (17), Ponkrašov (3), Monja (5), Vorončevič (14), Kaun (4); Fridzon (2), Žukaněnko (4), Chvostov (8), Voronov (9), Mozgov (13)

 Litva -  Argentina 104:85 (28:18, 22:12, 35:23, 19:32)
9. září 2010 (21:00) - Istanbul (Sinan Erdem Dome)

Rozhodčí: Jorge Vázquez (PUR), Guerrino Cerebuch (ITA), Scott Butler (AUS).
Litva: Kalnietis (12), Pocius (16), Jasaitis (19), Kleiza (17), Javtokas (-); Seibutis (-), Mačiulis (12), Delininkaitis (16), Jankūnas (12)
Argentina: Prigioni (7), Delfino (25), Jasen (11), Scola (13), Oberto (4); J. Gutiérrez (4), Cequeira (6), Quinteros (6), L. Gutiérrez (7), Mata (2)

### Semifinále
USA -  Litva 89:74 (23:12, 19:15, 23:26, 24:21) 
11. září 2010 (19:00) - Istanbul (Sinan Erdem Dome)

Rozhodčí: Carl Jungebrand (FIN), Marcos Fornies Benito (BRA), Saša Pukl (SVK).
USA: Rose (-), Billups (3), Iguodala (9), Durant (38), Odom (13); Westbrook (12), Gay (2), Granger (-), Curry (3), Gordon (3), Love (6), Chandler (-)
Litva: Kalnietis (10), Pocius (13), Mačiulis (9), Kleiza (4), Javtokas (15); Seibutis (-), Gecevičius (6), Delininkaitis (8), Jasaitis (5), Jankūnas (4)

 Srbsko -  Turecko 82:83 (20:17, 22:18, 21:25, 19:23)
11. září 2010 (21:30) - Istanbul (Sinan Erdem Dome)

Rozhodčí: José Aníbal Carrión (PUR), Pablo Alberto Estévez (ARG), Reynaldo Antonio Mercedes (DOM).
Srbsko: Teodosić (13), Tepić (5), Bjelica (2), Veličković (8), Krstić (15); Rašić (2), Marković (2), Savanović (15), Kešelj (18), Perović (2), Mačvan (-)
Turecko: Kerem Tunçeri (12), Ömer Onan (14), Hidayet (16), Ersan (6), Ömer Aşık (5); Sinan (3), Semih (9), Kerem Gönlüm (6), Ender (12)

### Finále
Turecko -  USA 64:81 (17:22, 15:20, 16:19, 16:20) 
12. září 2010 (21:30) - Istanbul (Sinan Erdem Dome)

Rozhodčí: Cristiano Jesus Maranho (BRA), Luigi Lamonica (ITA), Juan Carlos Arteaga (SPA).
Turecko: Kerem Tunçeri (7), Ömer Onan (7), Hidayet (16), Ersan (7), Ömer Aşık (5); Cenk (-), Sinan (-), Barış (-), Semih (9), Oğuz (3), Kerem Gönlüm (4), Ender (6)
USA: Rose (8), Billups (4), Iguodala (4), Durant (28), Odom (15); Westbrook (13), Gay (6), Granger (-), Curry (3), Gordon (-), Love (-), Chandler (-)

### O 3. místo
Srbsko -  Litva 88:99 (22:23, 16:25, 16:24, 34:27) 
12. září 2010 (19:00) - Istanbul (Sinan Erdem Dome)

Rozhodčí: Jorge Vázquez (PUR), Anthony Jordánsko (USA), Christos Christodoulou (GRE).
Srbsko: Teodosić (9), Rašić (8), Kešelj (12), Veličković (18), Krstić (5); Tepić (7), Paunić (6), Bjelica (2), Marković (3), Savanović (10), Perović (-), Mačvan (8)
Litva: Kalnietis (14), Seibutis (2), Mačiulis (3), Kleiza (33), Javtokas (2); Pocius (12), Delininkaitis (4), Jasaitis (14), Klimavičius (-), Jankūnas (15)

### O 5. - 8. místo
Španělsko -  Slovinsko 97:80 (16:23, 22:18, 26:21, 33:18) 
10. září 2010 (18:00) - Istanbul (Sinan Erdem Dome)

Rozhodčí: Romualdas Brazauskas (LIT), Murat Biricik (TUR), Oļegs Latiševs (LAT).
Španělsko: Rubio (3), Navarro (26), Rudy (16), Garbajosa (5), M. Gasol (5); San Emeterio (4), Raúl López (-), Reyes (9), Claver (-), Vázquez (16), Llull (6), Mumbrú (7)
Slovinsko: Lakovič (19), Dragič (19), Nachbar (2), Slokar (1), Brezec (6); Bečirovič (13), Udrih (7), Župan (11), Vidmar (2)

 Rusko -  Argentina 61:73 (11:15, 22:21, 19:18, 9:19) 
10. září 2010 (21:00) - Istanbul (Sinan Erdem Dome)

Rozhodčí: Anthony Jordánsko (USA), Srđan Dozai (CRO), Eddie Viator (FRA).
Rusko: Bykov (5), Fridzon (2), Monja (17), Vorončevič (10), Mozgov (10); Žukaněnko (2), Ponkrašov (3), Chvostov (9), Voronov (3)
Argentina: Prigioni (5), Delfino (26), Jasen (2), Scola (27), Oberto (10); González (-), Cequeira (-), Quinteros (-), L. Gutiérrez (3), Kammerichs (-)

### O 5. místo
Španělsko -  Argentina 81:86 (16:23, 16:26, 30:16, 19:21) 
12. září 2010 (15:00) - Istanbul (Sinan Erdem Dome)

Rozhodčí: José Aníbal Carrión (PUR), Ilija Belošević (SER), Scott Butler (AUS).
Španělsko: Rubio (3), Navarro (2), Rudy (31), Garbajosa (3), M. Gasol (16); San Emeterio (8), Raúl López (-), Reyes (6), Vázquez (5), Llull (7), Mumbrú (-)
Argentina: Prigioni (17), Delfino (27), Jasen (3), Scola (22), Oberto (10); Cequeira (-), Quinteros (-), L. Gutiérrez (6), Mata (1)

### O 7. místo
Slovinsko -  Rusko 78:83 (23:21, 14:9, 22:22, 19:31) 
11. září 2010 (15:00) - Istanbul (Sinan Erdem Dome)

Rozhodčí: Guerrino Cerebuch (ITA), Recep Ankaralı (TUR), Fernando Rocha (POR).
Slovinsko: Dragič (15), Bečirovič (12), Nachbar (20), Slokar (12), Brezec (7); Klobučar (-), Udrih (5), Jagodnik (-), Zupan (3), Vidmar (4)
Rusko: Bykov (2), Fridzon (18), Monja (13), Vorončevič (-), Mozgov (19); Kolesnikov (-), žukaněnko (12), Ponkrašov (10), Chvostov (-), Voronov (9)

## Nejlepší hráči
Nejlepším hráčem turnaje byl vyhlášen Kevin Durant.
Nejlepší pětka:
- Luis Scola
- Linas Kleiza
- Kevin Durant
- Hidayet Türkoğlu
- Miloš Teodosić

## Rozhodčí
| - Samir Abaakil - Recep Ankarali - Juan Arteaga - Heros Avanessian - Michael Aylen - Ilija Beloševič - Murat Biricik - Romualdas Brazauskas - Scott Jason Butler - José Aníbal Carrión | - Guerrino Cerebuch - David Chambon - Christos Christodoulou - Srdan Dozai - Marwan Egho - Pablo Alberto Estévez - Juan José Fernández - Marcos Fornies Benito - Vitalis Odhiambo Gode - Yuji Hirahara | - Anthony Dewayne Jordan - Milivoje Jovčič - Carlos José Julio - Carl Jungebrand - William Gene Kennedy - Luigi Lamonica - Olegs Latisevs - Cristiano Jesus Maranho - José Martín - José Hernán Melgarejo Pinto | - Reynaldo Antonio Mercedes Sánchez - Saša Pukl - Longsheng Qiao - Fernando Rocha - Borys Ryzhyk - Héctor Sánchez - Stephen Seibel - Jorge Vazquez - Eddie Viator - Jakub Zamojski |

## Soupisky
1.  USA 
| - Andrew Albicy - Chauncey Billups - Kevin Durant - Derrick Rose | - Russell Westbrook - Rudy Gay - Andre Iguodala | - Danny Granger - Stephen Curry - Eric Gordon | - Kevin Love - Lamar Odom - Tyson Chandler - LeBron James |

- Trenér: Mike Krzyzewski

2.  Turecko 
| - Cenk Akyol - Sinan Güler - Barış Ermiş | - Ömer Onan - Ersan İlyasova - Semih Erden | - Kerem Tunçeri - Oğuz Savaş - Kerem Gönlüm | - Ender Arslan - Ömer Aşık - Hidayet Türkoğlu |

- Trenér: Bogdan Tanjević.

3.  Litva 
| - Renaldas Seibutis - Mantas Kalnietis - Jonas Mačiulis | - Martynas Pocius - Martynas Gecevičius - Tomas Delininkaitis | - Simas Jasaitis - Linas Kleiza - Tadas Klimavičius | - Paulius Jankūnas - Martynas Andriuškevičius - Robertas Javtokas |

- Trenér: Kęstutis Kemzūra.

4.  Srbsko 
| - Miloš Teodosić - Milenko Tepić - Aleksandar Rašić | - Ivan Paunić - Nemanja Bjelica - Stefan Marković | - Duško Savanović - Marko Kešelj - Nenad Krstić | - Kosta Perović - Novica Veličković - Milan Mačvan |

- Trenér: Dušan Ivković.

5.  Argentina 
| - Luis Alberto Scola - Pablo Prigioni - Román Javier González | - Fabricio Raúl Jesús Oberto - Juan Pedro “Juampi” Gutiérrez - Luis Eduardo Cequeira | - Carlos Francisco Delfino - Paolo Alfredo Quinteros - Leonardo Martín “Leo” Gutiérrez | - Marcos Daniel Mata - Hernán Emilio “Pancho” Jasen - Guillermo Federico Kammerichs |

- Trenér: Sergio Santos Hernández.

6.  Španělsko 
| - Fernando San Emeterio Lara - Rodolfo “Rudy” Fernández Farrés - Ricard “Ricky” Rubio Vives | - Juan Carlos Navarro Feijóo - Raúl López Molist - Felipe Reyes Cabanas | - Víctor Claver Arocas - Francisco “Fran” Vázquez González - Sergio Llull Melià | - Marc Gasol Sáez - Álex Mumbrú Murcia - Jorge Joaquín Garbajosa Chaparro |

- Trenér: Sergio Scariolo.

7.  Rusko 
| - Andrew Albicy - Andrej Voroncevič - Jevgenij Kolesnikov - Sergej Bykov | - Vitalij Fridzon - Saša Kaun - Alexej Žukaněnko | - Viktor Chrjapa - Anton Ponkrašov - Sergej Monja | - Dmitrij Chvostov - Jevgenij Voronov - Timofej Mozgov |

- Trenér: David Blatt.

8.  Slovinsko 
| - Andrew Albicy - Uroš Slokar - Jaka Lakovič - Hasan Rizvić | - Sani Bečirovič - Jaka Klobučar - Samo Udrih | - Boštjan Nachbar - Goran Dragič - Goran Jagodnik | - Miha Zupan - Gašper Vidmar - Primož Brezec |

- Trenér: Mehmed “Memi” Bečirovič.

9.  Brazílie 
| - Marcelo Magalhães Machado “Marcelinho Machado” - Wellington Reginaldo dos Santos “Nezinho” - Murilo Becker da Rosa | - Raul Togni Neto “Raulzinho” - Alex Ribeiro Garcia - Marcelo Tieppo Huertas “Marcelinho Huertas” | - Leandro Mateus Barbosa “Leandrinho” - Anderson França Varejão - Guilherme Giovannoni | - João Paulo Batista - Marcus Vinícius Vieira de Sousa “Marquinhos” - Tiago Splitter Beims |

- Trenér: Rubén Pablo Magnano.

10.  Řecko 
| - Andrew Albicy - Ian Vougioukas - Giannis Bourousis - Nikos Zisis | - Vasilis Spanoulis - Nick Calathes - Antonis Fotsis | - Georgios Printezis - Stratos Perperoglou - Kostas Tsartsaris | - Dimitris Diamantidis - Kostas Kaimakoglou - Sofoklis Schortsanitis |

- Trenér: Jonas Kazlauskas.

11.  Angola 
| - Olímpio Cipriano - Roberto Duete Fortes - Carlos Edilson Alcântara Morais | - Domingos Emanuel da Silva Bonifácio - Leonel Ditutala Paulo - Vladimir Ricardino Carvalho Jerônimo | - Joaquim Brandão Gomes - Hermenegildo Divaldo M’Bunga - Felizardo Silvestre Bumba Ambrósio | - Carlos Domingues Bendinha de Almeida - Miguel Timóteo Pontes Lutonda - Eduardo Fernando Mingas |

- Trenér: Luis Magalhães.

12.  Nový Zéland 
| - Andrew Albicy - Lindsay Tait - Mike Fitchett | - Kirk Penney - Mika Vukona - Phill Jones | - Jeremy Kench - Thomas Abercrombie - Pero Cameron | - Benny Charles B. J. Anthony - Casey Frank - Craig Bradshaw - Alex Pledger |

- Trenér: Nenad Vučinić.

13.  Francie 
| - Andrew Albicy - Nicolas Batum - Fabien Causeur | - Alain Koffi - Ian Mahinmi - Edwin Jackson | - Yannick Bokolo - Florent Piétrus - Nando de Colo | - Boris Diaw - Mickaël Gélabale - Ali Traoré |

- Trenér: Vincent Collet.

14.  Chorvatsko 
| - Roko Ukić - Davor Kus - Marko Popović | - Bojan Bogdanović - Rok Stipčević - Marko Tomas | - Zoran Planinić - Ante Tomić - Krešimir Lončar | - Marko Banić - Luka Žorić - Lukša Andrić |

- Trenér: Josip Vranković.

15.  Austrálie 
| - Damian Martin - Patrick Mills - Adam Gibson | - Joe Ingles - Brad Newley - Steven Marković | - David Barlow - Mark Worthington - Aron Baynes | - David Andersen - Matt Nielsen - Aleks Marić |

- Trenér: Brett Brown.

16.  Čína 
| - Dīng Jĭnhuī - Liú Wěi - Yú Shùlóng | - Wáng Shìpéng - Jīn Lìpéng - Sūn Yuè | - Zhāng Zhàoxù - Yì Jiànlián - Guō Àilún | - Sū Wěi - Wáng Zhìzhì - Zhōu Péng |

- Trenér: Bob Donewald.

17.  Německo 
| - Lucca Staiger - Heiko Schaffartzik - Per Günther | - Tim Ohlbrecht - Chris McNaughton - Steffen Hamann | - Demond Greene - Tibor Pleiss - Elias Harris | - Philipp Schwethelm - Robin Benzing - Jan-Hendrik Jagla |

- Trenér: Dirk Bauermann.

18.  Portoriko 
| - Peter John “P. J.” Ramos Fuentes - José Juan Barea Mora - Filiberto Rivera Isaac | - Carlos Alberto Arroyo Bermúdez - Ángel Daniel Vassallo Colón - Guillermo José Díaz González | - David Huertas Solivan - Ricardo “Ricky” Sánchez Rosa - Nathan Anthony Peavy de Jesús | - Renaldo Miguel Balkman - Carmelo Antrone Lee - Daniel Gregg Santiago Lynn |

- Trenér: Manuel “Manolo” Cintrón Vega.

19.  Írán 
| - Mousa Nabipour - Aren Davoudi - Javad Davari | - Mehdi Kamrani - Saman Veisi - Iman Zandi | - Mohammad Hassanzadeh - Oshin Sahakian - Arsalan Kazemi | - Asghar Kardoust - Saeed Davarpanah - Hamed Haddadi |

- Trenér: Veselin Matić.

20.  Libanon 
| - Andrew Albicy - Jean Mounir Abdelnour - Jackson Vroman - Ali Tewfiq Mahmoud | - Rony Boulos Fahed - Elie Rustom - Elie Estephane | - Ali Kanaan - Rodrigue Akl - Ali Jawdat Fakhreddine | - Matt Freije - Ghaleb Rida - Fadi Jihad el-Khatib |

- Trenér: Thomas “Tab” Baldwin.

21.  Pobřeží slonoviny 
| - Andrew Albicy - Charles Noé Abouo - Mouloukou Souleymane Diabaté - Issife Soumahoro | - Pape-Philippe Amagou - Kinidinnin Stéphane Konaté - Mamadou Hervé Lamizana | - Ismaël N’Diaye - Brice Kevin Assié - Jonathan Kalé | - Didier Éric Tapé - Edi Guy Landry - Mohamed Deba Koné |

- Trenér: Randoald Dessarzin.

22.  Kanada 
| - Jermaine Anderson - Kelly Olynyk - Ryan Bell | - Jermaine Bucknor - Denham Brown - Olu Famutimi | - Andy Rautins - Aaron Doornekamp - Robert Sacre | - Jevohn Shepherd - Levon Kendall - Joel Anthony |

- Trenér: Leo Rautins.

23.  Jordánsko 
| - Fadel al-Najjar - Rasheim Wright - Zaid Abbas | - Moussa al-Awadi - Mohammad Hamdan - Enver Soobzokov | - Osama “Sam” Daghlas - Wesam al-Sous - Ali Jamal Zaghab | - Zaid al-Khas - Mohammad Shaher - Ayman Dais |

- Trenér: Mário Leonel Palma.

24.  Tunisko 
| - Andrew Albicy - Radhouane Slimane - Marouane Laghnej - Nizar Kenioua | - Naïm Dhifallah - Marouane Kechrid - Mohamed Hadidane | - Atef Maoua - Mohamed Mokhtar Ghayaza - Makrem Ben Romdhane | - Amine Rezig - Hamdi Braa - Salah Mejri |

- Trenér: Adel Tlatli.

## Konečné pořadí
| 16.              | Mistrovství světa 2010 | Z | V | P | Skóre   | B  |
| ---------------- | ---------------------- | - | - | - | ------- | -- |
| Zlatá medaile    | USA                    | 9 | 9 | 0 | 835:614 | 18 |
| Stříbrná medaile | Turecko                | 9 | 8 | 1 | 730:593 | 17 |
| Bronzová medaile | Litva                  | 9 | 8 | 1 | 746:670 | 17 |
| 4.               | Srbsko                 | 9 | 6 | 3 | 800:699 | 15 |
| 5.               | Argentina              | 9 | 7 | 2 | 750:714 | 16 |
| 6.               | Španělsko              | 9 | 5 | 4 | 767:686 | 14 |
| 7.               | Rusko                  | 9 | 6 | 3 | 666:642 | 15 |
| 8.               | Slovinsko              | 9 | 5 | 4 | 706:709 | 14 |
| 9.               | Brazílie               | 6 | 3 | 3 | 487:447 | 9  |
| 10.              | Řecko                  | 6 | 3 | 3 | 475:450 | 9  |
| 11.              | Austrálie              | 6 | 3 | 3 | 439:428 | 9  |
| 12.              | Nový Zéland            | 6 | 3 | 3 | 480:478 | 9  |
| 13.              | Francie                | 6 | 3 | 3 | 428:434 | 9  |
| 14.              | Chorvatsko             | 6 | 2 | 4 | 467:480 | 8  |
| 15.              | Angola                 | 6 | 2 | 4 | 406:535 | 8  |
| 16.              | Čína                   | 6 | 1 | 5 | 427:500 | 7  |
| 17.              | Německo                | 5 | 2 | 3 | 378:402 | 7  |
| 18.              | Portoriko              | 5 | 1 | 4 | 366:401 | 6  |
| 19.              | Írán                   | 5 | 1 | 4 | 301:367 | 6  |
| 20.              | Libanon                | 5 | 1 | 4 | 339:440 | 6  |
| 21.              | Pobřeží slon.          | 5 | 1 | 4 | 334:417 | 6  |
| 22.              | Kanada                 | 5 | 0 | 5 | 330:379 | 5  |
| 23.              | Jordánsko              | 5 | 0 | 5 | 361:446 | 5  |
| 24.              | Tunisko                | 5 | 0 | 5 | 300:407 | 5  |